# The Amplifetes
The amplifetes — коллектив из 4 человек из Швеции. Группа играет в жанрах: электро-поп и инди. Круг влияния варьируется в широком диапазоне, включая психоделику 60-х, Electric Light Orchestra, The Ramones, Elvis Costello, David Bowie, и Chicago Trax Records. Участники группы успешны как композиторы и продюсеры, работают с такими артистами как Kelis, Britney Spears, Madonna, Kylie Minogue, и Grandmaster Flash.
Группа начала деятельность в 2008. В 2010 году они выпустили свой одноименный дебютный альбом. Четыре сингла были взяты из этого альбома: It’s My Life, Whizz Kid, Somebody New, и Blinded By The Moonlight. После этого группа активно гастролировала по Европе в течение двух лет.
В начале лета 2012 года был первый признак после их дебютной деятельности, так как их новая песня Where Is The Light была запущена вместе с сопроводительной видеоигрой в интернете. Последующий полный альбом был выпущен в начале 2013 г. You/Me/Evolution и S. E. O. K. L. два дополнительных названия песен, которые появились на их альбоме 2013 года.
The Amplifetes и их музыка появились в Vogue Italia, Gaffa magazine, Virgin Radio live, Empreintes-digitales, It´s Pop,Kulturnews, Zeromagazine, и Fred Perry Subculture.
Песни The Amplifetes были использованы для саундтреков в коммерческой рекламе."It’s my life" для рекламы кредитной карты Роберто Кавалли снялась Милла Йовович. А «Somebody New» был использована в рекламе геля для волос Garnier Fructis

## Дискография
Альбомы
| Год  | Альбом             | Детали альбома                                                                                        |
| ---- | ------------------ | --- |
| 2010 | The Amplifetes     | - Выпущен в сентябре 2010 года - Лейбл: Amp Music, Believe Digital/EMI, Ministry Of Sound, Playground |
| 2013 | Where Is the Light | - Выпущен в Скандинавии/Франция, 11 февраля (мировой релиз в августе 2013)                            |

Синглы
| Год  | Сингл                    | Альбом             |
| ---- | ------------------------ | ------------------ |
| 2008 | It’s my life             | The Amplifetes     |
| 2009 | Whizz Kid                | The Amplifetes     |
| 2010 | Somebody new             | The Amplifetes     |
| 2011 | Blinded by the moonlight | The Amplifetes     |
| 2012 | Where is the light       | Where is the Light |
| 2012 | You/Me/Evolution         | Where is the Light |

## Ремиксы
Ремиксы песен The Amplifetes:
- Where Is The Light — Samuel Onervas Remix
- Where Is The Light — MTheM Remix
- It’s my life — Van Rivers and The Subliminal Kid Remix
- It’s my life — General MIDI Remix
- It’s my life — Dan F Remix
- Whizz Kid — Blende Remix
- Whizz Kid — The Subliminal Kid Remix
- Somebody new — Claes Rosén Remix
- Somebody new — POLP Remix
- Somebody new — Chopstick Dub Remix
- Somebody new — Adrian Bood Remix
- Blinded by the moonlight — Little Majorette Remix
- Blinded by the moonlight — Fukkk Offf Remix

 Ремиксы группы The Amplifetes:
- Little Majorette — Лондон
- Pony Pony Run Run — Walking On A Line
- Jennie Abrahamson — Hard To Come By

## Компьютерные игры
- Where Is The Light видеоигра